# Équation de l'élasticité
L' équation de l'élasticité peut s'exprimer de diverses manières.

## Hypothèses de l'élastomère idéal
- Continuité : en supposant que l'objet est continu, à savoir, la totalité du volume de l'objet est rempli par la composition de l'objet, et en laissant aucun vide, et de maintenir la continuité tout au long du processus de déformation.
- Parfaitement élastique : en supposant que l'objet est parfaitement élastique, cet objet après la déformation provoquée par une force extérieure peut être retiré complètement restauré à sa forme originale et la taille, sa déformation de la force extérieure de l'objet en fonction de l'un à un.
- Uniformité : l'objet est supposé être uniforme, à savoir tous les objets de la même partie des propriétés élastiques.
- Isotrope : étant donné que l'objet est isotrope, les propriétés élastiques de l'objet dans toutes les directions sont toutes les mêmes, quelle que soit la direction.
- Petite déformation : l'objet est supposé après que la force de déplacement et la déformation est faible, le déplacement de l'ensemble du corps tous les points sont beaucoup plus petites que la taille d'origine de l'objet, et une souche de coin et sont bien inférieurs à 1.
- Sur la ligne de front avec quatre objets hypothétiques appelés élastomères idéaux[1].

## Équation la plus basique

### Équation de l'équilibre
- Contrainte statique sous la forme d'équation d'équilibre

{\displaystyle {\begin{aligned}{\frac {\partial \sigma _{x}}{\partial x}}+{\frac {\partial \tau _{yx}}{\partial y}}+{\frac {\partial \tau _{zx}}{\partial z}}+X=0\\{\frac {\partial \tau _{xy}}{\partial x}}+{\frac {\partial \sigma _{y}}{\partial y}}+{\frac {\partial \tau _{zy}}{\partial z}}+Y=0\\{\frac {\partial \tau _{xz}}{\partial x}}+{\frac {\partial \tau _{yz}}{\partial y}}+{\frac {\partial \sigma _{z}}{\partial z}}+Z=0\\\end{aligned}}}
- Équation en quantité tensorielle

{\displaystyle \nabla \cdot {\boldsymbol {\sigma }}+{\boldsymbol {f}}={\boldsymbol {0}}}

### Équation géométrique
- Déplacement

{\displaystyle {\begin{aligned}\epsilon _{x}={\frac {\partial u}{\partial x}},\quad \gamma _{yz}={\frac {1}{2}}\left({\frac {\partial w}{\partial y}}+{\frac {\partial v}{\partial z}}\right)\\\epsilon _{y}={\frac {\partial v}{\partial y}},\quad \gamma _{zx}={\frac {1}{2}}\left({\frac {\partial u}{\partial z}}+{\frac {\partial w}{\partial x}}\right)\\\epsilon _{z}={\frac {\partial w}{\partial z}},\quad \gamma _{xy}={\frac {1}{2}}\left({\frac {\partial v}{\partial x}}+{\frac {\partial u}{\partial y}}\right)\\\end{aligned}}}
- Équation en quantité tensorielle

{\displaystyle {\boldsymbol {\epsilon }}={\frac {1}{2}}\left({\boldsymbol {u}}\nabla +\nabla {\boldsymbol {u}}\right)}

### Loi de Hooke
- Module d'élasticité, coefficient de Poisson, module de cisaillement

{\displaystyle {\begin{aligned}\epsilon _{x}={\frac {1}{E}}\left[\sigma _{x}-\nu \left(\sigma _{y}+\sigma _{z}\right)\right],\quad \gamma _{yz}={\frac {1}{G}}\tau _{yz}\\\epsilon _{y}={\frac {1}{E}}\left[\sigma _{y}-\nu \left(\sigma _{z}+\sigma _{x}\right)\right],\quad \gamma _{zx}={\frac {1}{G}}\tau _{zx}\\\epsilon _{z}={\frac {1}{E}}\left[\sigma _{z}-\nu \left(\sigma _{x}+\sigma _{y}\right)\right],\quad \gamma _{xy}={\frac {1}{G}}\tau _{xy}\\\end{aligned}}}

## Problème en deux dimensions
- Équation de contrainte

{\displaystyle \sigma _{z}=\tau _{zx}=\tau _{zy}=0}
- Équation de dilatation

{\displaystyle \epsilon _{z}=\gamma _{zx}=\gamma _{zy}=0}